# London South (circonscription du Parlement européen)
Avant l’adoption uniforme de la représentation proportionnelle en 1999, le Royaume-Uni utilisait le système uninominal à un tour pour les élections européennes en Angleterre, en Écosse et au pays de Galles. Les conscriptions du Parlement européen utilisées dans ce système étaient plus petites que les circonscriptions régionales les plus récentes et ne comptaient chacune qu'un seul membre au Parlement européen.
La circonscription de London South était l'une d'entre elles.
Lors de sa création en Angleterre en 1979, il se composait des circonscriptions parlementaires du Parlement de Westminster de Carshalton, Croydon Central, Croydon North East, Croydon North West, Croydon South, Mitcham and Morden, Sutton and Cheam, Wimbledon. Cependant, à partir de 1984, il a été fusionné avec London South and Surrey East, après avoir été combiné avec la moitié de l'ancienne circonscription de Surrey.

## Membre du Parlement européen
| Élection                    | Élection | Portrait | Membre          | Parti        |
| --------------------------- | -------- | -------- | --------------- | ------------ |
|                             | 1979     |          | James Moorhouse | Conservateur |
| 1984 circonscription abolie |          |          |                 |              |

## Résultats des élections
Les candidats élus sont indiqués en gras.
| Parti         | Parti                                  | Candidat        | Voix    | %    | ± |
| ------------- | -------------------------------------- | --------------- | ------- | ---- | - |
|               | Conservateur                           | James Moorhouse | 98,298  | 58,9 | ' |
|               | Travailliste                           | G.A. Duncan     | 44,967  | 27,0 |   |
|               | Liberal                                | Bill Pitt       | 23,526  | 14,1 |   |
| Majorité      | Majorité                               | Majorité        | 53,331  | 31,9 |   |
| Participation | Participation                          | Participation   | 166,791 | 33,4 |   |
|               | Conservateur vainqueur (nouveau siège) |                 |         |      |   |